# Belozerokanalen
Belozerokanalen är en 67 kilometer lång kanal utmed södra och västra stranden av sjön Beloje ozero som tillhör Mariasystemets vattenleder.
Belozerokanalen byggdes 1846 för att sjöfarten skulle bli oberoende av den ofta stormiga Beloje ozero och skapar direkt kontakt mellan floderna Sjeksna och Kovzja och vidare till Onega. Från Sjeksna går norra Dvinakanalen vidare till Kubenskoje ozero varigenom förbindelse uppnås med Suchona och Norra Dvina.